# Szenegál a 2011-es úszó-világbajnokságon
Szenegál a 2011-es úszó-világbajnokságon három úszóval vett részt.

## Úszás
Férfi
| Versenyző              | Esemény                         | Selejtezők | Selejtezők | Elődöntő          | Elődöntő          | Döntő             | Döntő             |
| Versenyző              | Esemény                         | Idő        | Helyezés   | Idő               | Helyezés          | Idő               | Helyezés          |
| ---------------------- | ------------------------------- | ---------- | ---------- | ----------------- | ----------------- | ----------------- | ----------------- |
| Malick Fall            | Férfi 50 méteres mellúszás      | 28.33      | 27         | Nem jutott tovább | Nem jutott tovább | Nem jutott tovább | Nem jutott tovább |
| Malick Fall            | Férfi 100 méteres mellúszás     | 1:02.55    | 48         | Nem jutott tovább | Nem jutott tovább | Nem jutott tovább | Nem jutott tovább |
| Alban Laye-Joseph Diop | Férfi 50 méteres hátúszás       | 29.02      | 32         | Nem jutott tovább | Nem jutott tovább | Nem jutott tovább | Nem jutott tovább |
| Alban Laye-Joseph Diop | Férfi 100 méteres pillangóúszás | 1:01.60    | 60         | Nem jutott tovább | Nem jutott tovább | Nem jutott tovább | Nem jutott tovább |

Női
| Versenyző   | Esemény                    | Selejtezők | Selejtezők | Elődöntő          | Elődöntő          | Döntő             | Döntő             |
| Versenyző   | Esemény                    | Idő        | Helyezés   | Idő               | Helyezés          | Idő               | Helyezés          |
| ----------- | -------------------------- | ---------- | ---------- | ----------------- | ----------------- | ----------------- | ----------------- |
| Mareme Faye | Női 100 méteres gyorsúszás | 1:06.37    | 68         | Nem jutott tovább | Nem jutott tovább | Nem jutott tovább | Nem jutott tovább |
| Mareme Faye | Női 50 méteres hátúszás    | 33.43      | 53         | Nem jutott tovább | Nem jutott tovább | Nem jutott tovább | Nem jutott tovább |